# Batalla de Ganghwa
La Batalla de Ganghwa (Battle of Ganghwa en inglés) (강화의 전투 en coreano) se libró entre Corea y Estados Unidos en 1871. En mayo, una expedición de cinco buques de guerra del Escuadrón Asiático zarparon de Japón a Corea con el fin de establecer relaciones comerciales, garantizar la seguridad de los náufragos, y para averiguar lo que le pasó a la tripulación del Incidente del General Sherman. Cuando las fuerzas estadounidenses llegaron a Corea, la misión originalmente pacífica se convirtió en una batalla cuando las armas de una fortificación de Corea de repente abrieron fuego contra los estadounidenses. La batalla para capturar las fortalezas de la Isla Ganghwa fue el mayor compromiso del conflicto.

## Antecedentes
La expedición de la Armada de los Estados Unidos involucró a más de 1400 personales, 542 marinos, 109 infantes de marina y 6 obuses de 12 libras formaban la partida de desembarco. La fragata USS Colorado, las balandras USS Alaska y USS Benicia y los cañoneros USS Monocacy y USS Palos fueron asignados a la operación, todos juntos montando 85 armas bajo el mando del contraalmirante John Rodgers y el comandante Winfield Schley. Las fuerzas coreanas incluidas los seis Fuertes del Río Selee, de diversos tamaños, y cuatro artillerías costeras con más de 300 hombres y decenas de piezas de artillería. Mientras las negociaciones se llevaban a cabo en Incheon, el 1 de junio de 1871, el USS Palos se enfrentó con uno de los fuertes, por lo que el Palos y el Monocacy abrieron fuego y lo silenciaron. El contraalmirante John Rodgers exigió una disculpa, pero ninguna llegó, por lo que nueve días después, la expedición atacó con vigor.

## Batalla
La batalla comenzó el 10 de junio, cuando la escuadra estadounidense llegó desde el Punto Du Conde y comenzó a bombardear las fortalezas. La partida costera fue desembarcada por los barcos que inmediatamente lanzaron un ataque a Fuerte Du Conde que fue tomado sin resistencia seria.  A continuación, los estadounidenses marcharon al norte, donde a poca distancia donde capturaron el Fuerte Monocacy, entablando escaramuzas con cuerpos de tropas coreanas en el camino. Después de la caída del Fuerte Monocacy, los estadounidenses tomaron un descanso en la noche y se convirtieron en las primeras fuerzas militares occidentales en acampar en suelo coreano. El 11 de junio, se produjo el enfrentamiento principal, los cinco buques de guerra comenzaron a bombardear los cuatro fuertes restantes, mientras que el grupo en la orilla era atacado desde tierra. Alrededor de 300 coreanos, armados con fusiles de mecha, espadas y garrotes sostenían el Fuerte McKee, que era el corazón de las defensas coreanas. Uno por uno, los estadounidenses liderados por el lugarteniente Hugh McKee treparon por las paredes de la fortaleza. Feroces combates a corta distancia sobrevinieron, pero tan solo quince minutos después. la fortaleza estaba asegurada.
Al final, 243 coreanos fueron contados muertos, veinte capturados y algunos heridos. También se tomaron más de cuarenta cañones de dos a veinticuatro libras y en los próximos días se desmantelaron los fuertes, con la excepción del Fuerte Palos, en el otro lado del Estrecho de Ganghwa. El cabo Charles Brown capturó al gran sujagi, por lo que recibió la Medalla de Honor. Bajo un intenso fuego, el carpintero Cyrus Hayden plantó la bandera de Estados Unidos en la parte superior de la fortaleza de Corea, un acto que también le valió la Medalla de Honor. El soldado raso James Dougherty personalmente disparó y mató al comandante de Corea, el general Eo Jae-yeon, y también fue galardonado con la Medalla de Honor, junto con otras seis personas. Sólo tres estadounidenses murieron y diez resultaron heridos, el USS Monocacy se estrelló contra las rocas del Fuerte McKee durante la batalla, pero pudo ser reflotado y solo sufrió daños leves.
Aunque la batalla fue una victoria para las fuerzas estadounidenses, los coreanos se negaron a comenzar a negociar con Estados Unidos. No fue sino hasta 1882 cuando finalmente se firmó un tratado comercial.

## Galería

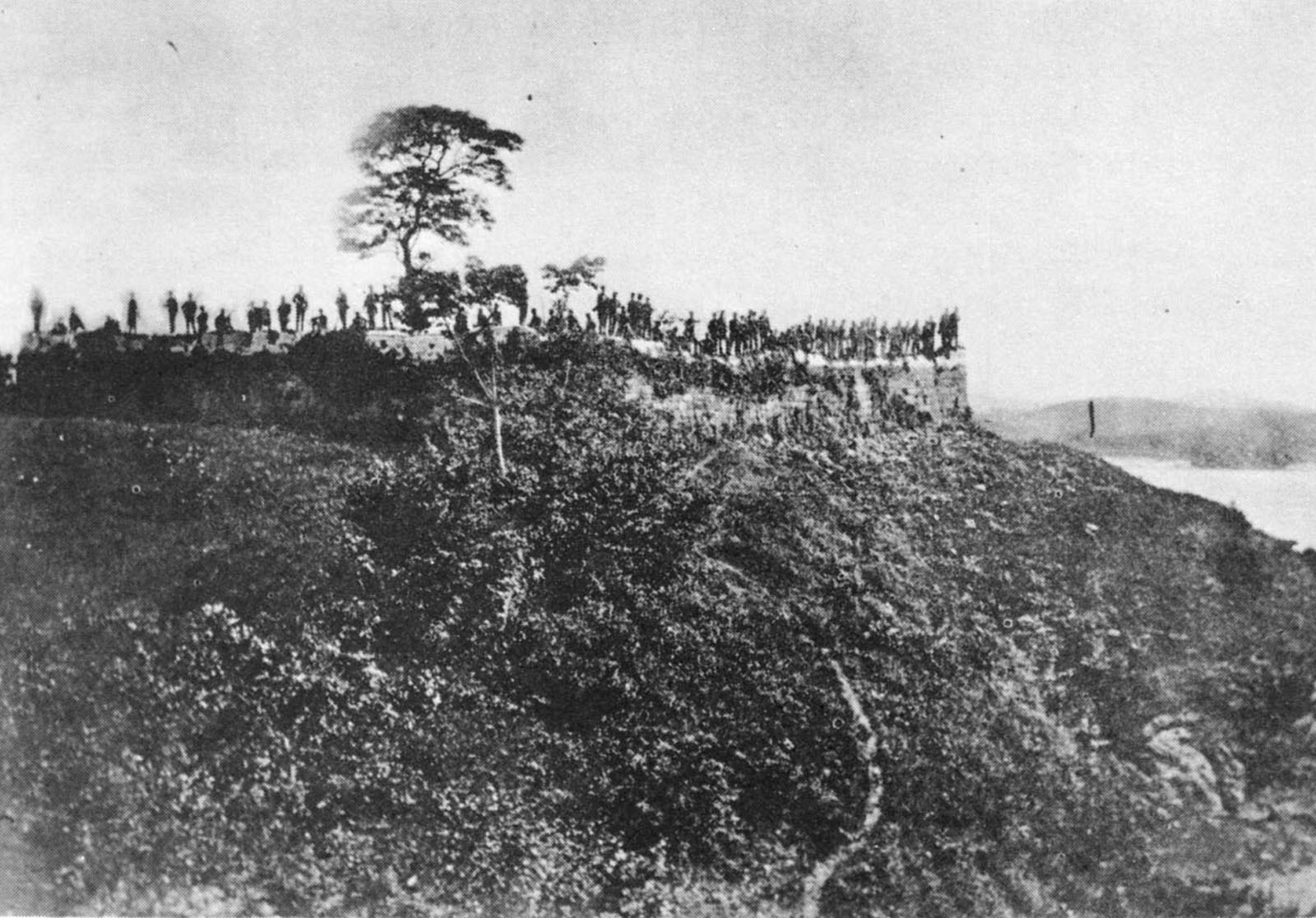
Militares estadounidenses después de capturar el Fuerte Dŏkjin (Fuerte Monocacy) el 10 de junio.
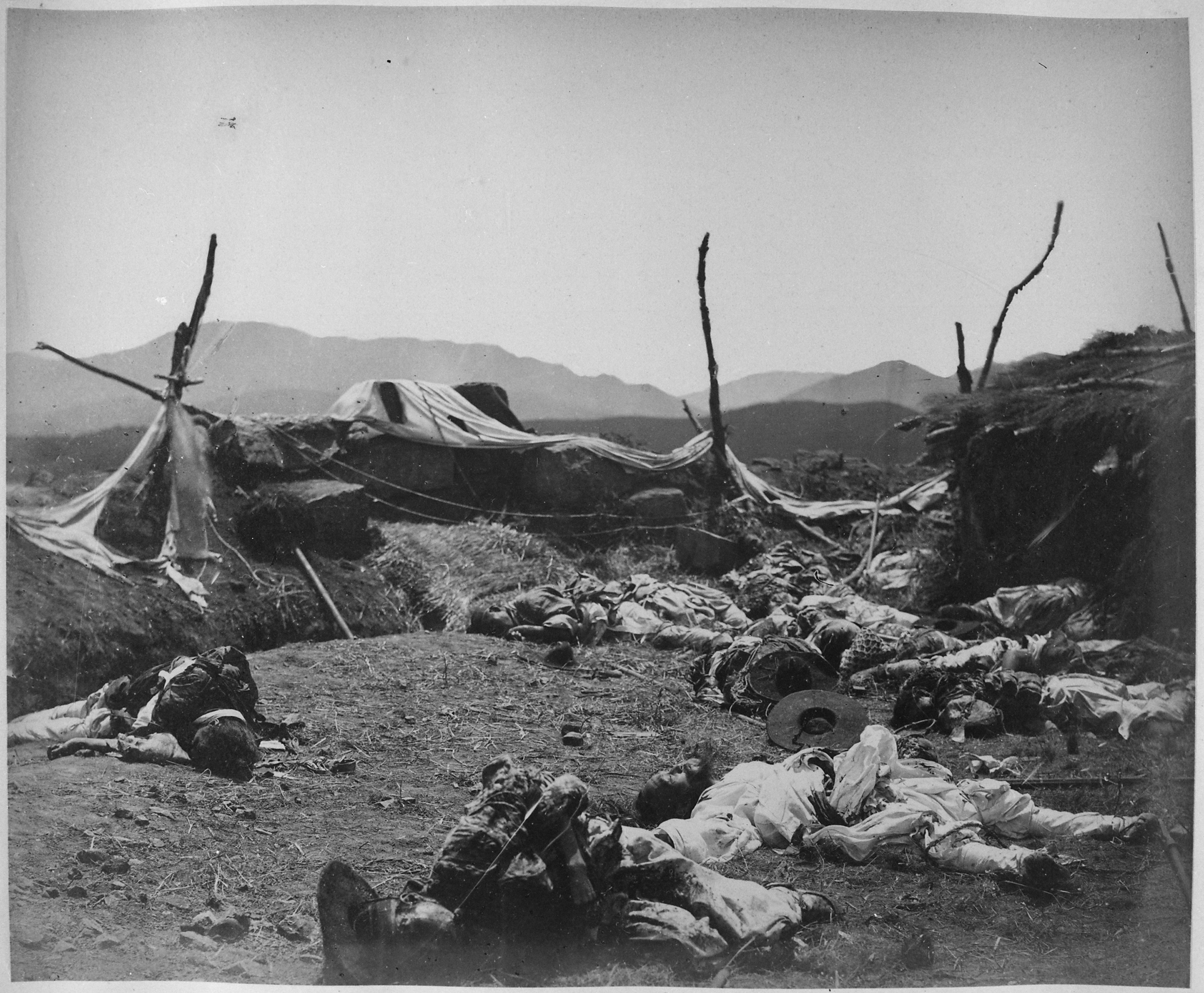
Víctimas coreanas después del ataque al Fuerte Sondolmok (Fuerte McKee).